# Isidor de Pelúsion
Isidor de Pelúsion — en llatí Isidorus, en grec Ἰσίδωρος— (Alexandria, s. IV - Pelúsion, 436 o 449) fou un escriptor cristià exegètic de finals del segle iv. Mort a mitjan segle v, és venerat com a sant per totes les confessions cristianes. A occident se celebra el 4 de febrer i a les esglésies orientals se celebra el 17 de febrer, que correspon al 4 de febrer del calendari julià.
Tot i el seu nom, era nadiu d'Alexandria, d'una família prominent. Retirat al desert per fer-hi vida eremítica, va passar la vida a un ermitori proper a Pelúsion, on fou abat (director espiritual dels altres anacoretes) i on va practicar l'ascetisme.
Fou admirador de Joan Crisòstom i en la seva defensa va atacar els patriarques Teòfil i Ciril I d'Alexandria. Va morir vers el 450.
Va escriure un llibre contra els gentils que s'ha perdut però es conserven moltes de les seves cartes (unes dos mil, tot i que en part són considerades espúries), que parlen de les Sagrades Escriptures i tenen valor per la pietat que mostren. S'adrecen a Ciril d'Alexandria, Teodosi II i altres corresponsals. Del recull en cinc llibres conformat a un monestir de Constantinoble, se'n feren còpies durant l'Edat mitjana i es van difondre. Moltes, però, són incompletes i només se'n conserven extractes, sovint una o dues frases destacades.